# Абд ас-Салам-шах
Абд ас-Сала́м-ша́х (? — 1493/4) — 33-й имам из низаритской ветви касимитов (также касим-шахи) общины исмаилитов.

## Биография
Первоначально его звали Махмуд, но, как сообщается, он получил почётное имя «Абд ас-Салам» (букв. «Слуга мира») от своего отца, аль-Мустансир Биллаха II, за проявленную им мудрость. В послании современного поэта упоминается, что он также был известен как «Саламуллах».
Он наследовал своему отцу после смерти последнего около 1480 года в Анджудане. Согласно устной низаритской традиции, он умер в 1493/4 году, и ему наследовал его сын Гариб Мирза. Как и его отец, он пытался убедить низаритские общины конкурирующей ветви муминитов (Мухаммад-шахи) в Бадахшане и Афганистане признать его лидерство.

## Работы
Ему приписывается ряд сочинений
- Наиболее известна часто повторяемая ода, адресованная «искателям [духовного] единения», то есть тем, кто стремится к божественному гнозису Бога. По словам Абд ас-Салам-шаха, это достижимо только через полное подчинение воле и руководству имама, который один посвящён в скрытые, эзотерические истины Корана[4].
- Пандж Сухан-и Хазрат-и-шах Ислам («Пять речей, произнесённых шахом Исламом»), краткое эссе о моральных и ритуальных обязанностях верующих[5].
- Фарман-и-шах Абд ас-Салам («Указ имама Абд ас-Салама»), написанный в 1490 году и адресованный, по словам Владимира Иванова, последователям Мухаммад-шахи в Бадахшане и Кабуле[6]. По словам Шафика Вирани[англ.], это «единственный известный источник Касим-шахи, явно свидетельствующий о соперничестве между двумя линиями» низаритских имамов, но его текущее местонахождение неизвестно[6].
- Банди аз шах Абд ас-Салам-шах Мустансир Биллах («Поэма шаха Абд ас-Салама [ибн] Мустансир Биллаха»), которая может быть такой же, как ода «искателям единения»[6].